# Луганський заказник
Лісовий заказник місцевого значення «Луганський» — об'єкт природно-заповідного фонду Луганської області, лісовий заказник місцевого значення. Створений рішенням Луганської обласної ради від 24 лютого 2012 року № 10/58 на території міста Луганськ у районі Гострої могили.

## Загальна характеристика
Площа заказника становить 1340,2663 га. Основною породою дерев є дуб звичайний, зустрічаються також ясени звичайний та зелений, акація біла, гледичія, абрикоса, клен польовий. На схилах балок частка дуба становить 60%, окрім нього, на балкових схилах ростуть ясен звичайний, в'яз дрібнолистий, клени гостролистий та польовий. У підліску переважає свидина криваво-червона; іноді зустрічається бруслина бородавчаста. Узлісся складається головним чином з тернових кущів та шипшини.
Кількість видів трав'янистих рослин — понад 100. Серед них такі, що занесені до Червоної книги України: шафран сітчастий, тюльпани дібровний та змієлистий, рябчик руський, сон лучний. Крім того, анемона лісова, дзвоники персиколисті, звіробій чотирикрилий, медунка темна, проліска сибірська є видами, котрі підпадають під особливий захист на території Луганської області.